# Calliroe (Oceanina)
Calliroe (in greco antico: Καλλιρρόη oppure Καλλιρόη?, Kallirròē) è un personaggio della mitologia greca figlia di Oceano e Teti ed è una delle Oceanine.
Calliroe dà il suo nome alla luna di Giove Calliroe.

## Mitologia

### Genealogia
Secondo Nonno di Panopoli fu una delle tre progenitrici degli abitanti di Tiro insieme ad Abarbarea e Drosera.
Negli Inni omerici viene citata come compagna di Persefone quando Ade rapisce la figlia di Demetra.
Secondo vari autori fu sposa del gigante Crisaore da cui generò Gerione ed Echidna.
Servio Mario Onorato gli attribuisce come sposo Nilo che la rese madre della figlia Chione.
Giovanni Tzetzes gli attribuisce Minia avuto da Poseidone.
Secondo Dionisio di Alicarnasso partorí Cotys avuto da Mane, un re di Meonia.

## Calliroe come modello femminile
Il personaggio emerge fra le eroine della mitologia greca perché fornisce un modello di maternità che trova seguito nella tradizione poetica greca a partire dalla poesia arcaica fino alle testimonianze di epoca ellenistica ed inoltre si configura come un modello femminile che tenta di impedire il corso del destino, così come Andromaca nel VI libro dell'Iliade, che implora appassionatamente il marito di non scendere in battaglia e di non lasciare il figlio orfano;
oppure la Giocasta di Stesicoro che suggerisce ai figli Eteocle e Polinice un modo per evitare lo scontro fratricida.
Si ha anche l'esempio di Ecuba: Omero nel canto XXIV dell'Iliade si dilunga a descrivere il dialogo fra i due vecchi genitori di Ettore, sul dar seguito o meno alle indicazioni della dea Iris su come formulare la richiesta da porre a Achille per il riscatto del corpo del figlio. La donna, a fronte delle intenzioni dichiarate dallo sposo,  l'invita a pregare le divinità perché lo sostengano nell'impresa, cercando di dissuadere il consorte per evitare di perdere anche questo affetto dopo i numerosi figli morti in campo di battaglia. Ecuba però è impotente di fronte alla determinazione di Priamo e deve accettarne la decisione. La figura femminile ha qui la funzione di mediatrice diplomatica in una situazione di alta tensione drammatica: più volte Ecuba rammenta al marito che le vicende umane sono sempre strettamente vincolate alle Moire e al rispetto del volere divino.

### Frammento S 13
Nella Gerioneide di Stesicoro il frammento S 13, per quanto esiguo, restituisce il ritratto di una madre disperata che implora Gerione di non battersi con Eracle, ma il figlio non la ascolta e incontrerà il destino di morte.
. . .
ep. . . . .io infelice e madre di
maledetti e in modo maledetto soffrendo,
ti supplico Gerione,
se ti ho mai offerto il mio seno
. .. . vv. 6-7 . . . .
per la cara ... rallegra(to?)
(di gioie)
…
str.  . . . peplo
. .. . ascolta
In questo frammento il discorso pronunciato da Calliroe rappresenta con molta verosimiglianza l'affetto viscerale della madre per il figlio, esemplificato anche dal lamento di Danae in Sim. fr. 543 PMG, sebbene in contesto diverso e rivolto ad un figlio ancora in fasce.